# Astratodina antenor
Astratodina antenor är en nattsländeart som beskrevs av Schmid 1991. Astratodina antenor ingår i släktet Astratodina och familjen husmasknattsländor. Inga underarter finns listade i Catalogue of Life.